# Smolanek
Smolanek (niem. Jugendfelde) – kolonia w Polsce położona w województwie warmińsko-mazurskim, w powiecie olsztyńskim, w gminie Olsztynek.
Miejscowość wchodzi w skład sołectwa Gaj.
W latach 1975–1998 miejscowość należała administracyjnie do województwa olsztyńskiego.
Obecnie w miejscowości nie ma zabudowy.